# Arachnocephalus australicus
Arachnocephalus australicus är en insektsart som beskrevs av Lucien Chopard 1925. Arachnocephalus australicus ingår i släktet Arachnocephalus och familjen Mogoplistidae. Inga underarter finns listade i Catalogue of Life.